# اوپاتو
اوپاتو (به لاتین: Opatów) یک شهر و گمینا در لهستان است که در گمینا اوپاتوو (استان اشوی‌داشکسیه) واقع شده‌است. اوپاتو ۹٫۳۶ کیلومتر مربع مساحت و ۶٬۶۵۸ نفر جمعیت دارد.